# Безмовний друг
«Безмовний друг» (англ. Silent Friend) — німецько-французько-угорський драматичний кінофільм 2025 року, зрежисований і написаний Ільдіко Еньєді. Головні ролі в переважно німецькомовному, 2,5-годинному фільмі виконав мультинаціональний акторський склад — Тоні Люн Чу Вай, Леа Сейду та Луна Ведлер.
Прем'єра стрічки відбудеться у вересні 2025 року, в основній конкурсній програмі 82-го Венеційського кінофестивалю.

## Сюжет
Епічна історія-триптих розгортається в трьох часових періодах: 1908, 1972 та 2020 роках. Всі сюжетні лінії об'єднує одне старе величне дерево (ґінкго дволопатеве), яке є незмінним свідком подій. У 1908 році непохитна науковиця Грета намагається влаштуватись на роботу до ботанічного факультету престижного навчального закладу, проте її стать стає цьому на заваді.
У 1972 році в тому ж закладі студентка Гундула проводить експеримент з дослідження відчуттів рослин за допомогою журавця. В цьому Гундулі допомагає її антисоціальний одногрупник Ганс.
Центральним персонажем заключної історії XXI століття є успішний нейронауковець Тоні Вонг, який приїздить з рідного Гонконгу до Марбургу, щоби спільно з доктором Еліс Саваж перевірити можливість власної радикальної теорії.

## У ролях
- Тоні Люн Чу Вай — Тоні Вонг, нейронауковець
- Леа Сейду — доктор Еліс Саваж
- Луна Ведлер — Грета
- Марлен Буров — Гундула
- Енцо Брумм — Ганс
- Сильвестр Грот — Антон
- Юнь Хуан — Жюлі
- Мартін Вуттке
- Йоганнес Хегеман
- Райнер Бок

## Створення
У «Безмовному другові» Ільдіко Еньєді повернулась до однієї з улюблених тем своєї творчості — силі природи. Завдяки головному персонажу всіх трьох історій, дереву, фільм показує, як рослини впливають на життя персонажів та формують їх. «Це унікальна робота в плані побудови сюжету та візуальної репрезентації» — казала продюсерка Моніка Меш.
Центральну роль фільму вперше в європейському кінематографі зіграв чільний актор гонконзької нової хвилі Тоні Люн Чу Вай. Роль нейронауковця була написана спеціально для нього, актор є давнім прихильником творчості режисерки. «Я була цілковито підкорена тим, що з найпершої читки сценарію він став дивовижним партнером не тільки у межах своєї ролі, а й усього фільму» — казала Еньєді. Головну жіночу роль зіграла Леа Сейду, яка вже працювала з режисеркою у її попередньому фільмі «Історія моєї дружини».
Знімальний період пройшов із квітня по червень 2024 року у Марбурзі, зокрема Марбурзькому університеті, в якому відбуваються події фільму, а також у Кельні. Оператор Ґерґей Палош фільмував «Безмовного друга» трьома різними способами: першу історію 1908 року на кіноплівку шириною 35 мм, другу історію 1972 року на 16-мм кіноплівку, третю 2020 року — цифровими камерами.